# John Handy
John Handy es un saxofonista estadounidense, nacido en Dallas, Texas, el 3 de febrero de 1933. No debe confundirse con Captain John Handy (1900-1971), clarinetista y saxofonista de Nueva Orleans.

## Historial
John Handy comenzó a destacar en los grupos de Charles Mingus (1958), y Randy Weston (1959), trasladándose después a la costa oeste, a San Francisco, donde lideró diversos cuartetos y quintetos, que incluían a músicos como Bobby Hutcherson o Pat Martino.
En la década de los 70, compone su obra más reconocida (Concierto para solistas de jazz y orquesta) y se interesa por la música de la India. En los 80, forma el quinteto Bebop and Beyond, con el pianista George Cables y se dedica, preferentemente, a la enseñanza.

## Estilo
Comenzó tocando el saxo alto, pero con el tiempo fue conformándose como un multinstrumentista (saxo barítono, flauta, oboe, piano, percusión ...). Todo en él, estaba al servicio de la melodía: los recursos técnicos, las tramas armónicas, el uso de la variación como concepto; e, incluso, el propio timbre y el vibrato, que da una consistencia especial a cada nota de cada frase.

## Discografía

### Como líder
- In the Vernacular (Roulette, 1959)
- No Coast Jazz (Roulette, 1960)
- Jazz (Roulette, 1962)
- Recorded Live at the Monterey Jazz Festival (Columbia, 1966)
- The 2nd John Handy Album (Columbia, 1966)
- New View! (Columbia, 1967)
- Projections (Columbia, 1968)
- Karuna Supreme (MPS, 1975) con Ali Akbar Khan
- Hard Work (Impulse!, 1976)
- Carnival (Impulse! 1977)
- Where Go the Boats (Warner Bros., 1978)
- Handy Dandy Man (Warner Bros., 1978)
- Rainbow (MPS, 1980) con Ali Akbar Khan y Dr. L. Subramaniam
- Excursion in Blue (Quartet, 1988)
- Centerpiece (Milestone, 1989) con CLASS
- Live at the Monterey Jazz Festival (Koch International Records, 1996)
- Live at Yoshi's Nightspot (Boulevard Records, 1996)
- John Handy's Musical Dreamland (Boulevard, 1996)

### Compilaciones
- Quote Unquote (Roulette, 1967) contains selections from In the Vernacular and No Coast Jazz

### Como sideman
Con Brass Fever
- Brass Fever (Impulse!, 1975)
- Time Is Running Out (Impulse!, 1976)

Con Charles Mingus
- Jazz Portraits: Mingus in Wonderland (United Artists, 1959)
- Mingus Ah Um (Columbia, 1959)
- Mingus Dynasty (Columbia, 1959)
- Blues & Roots (Atlantic, 1960)
- Right Now: Live at the Jazz Workshop (Fantasy, 1964)